# Anton Janša
Anton Janša, slovenski slikar in čebelar, * 20. maj 1734, Breznica na Gorenjskem, † 13. september 1773, Dunaj.
Anton Janša je poznan kot začetnik modernega čebelarstva in eden najboljših poznavalcev čebel. Akademsko izobraženi slikar je deloval kot prvi učitelj čebelarstva na cesarskem dvoru.

## Življenjepis
Rodil se je v Breznici pri Žirovnici. Čebele in vse kar je bilo z njimi povezano, so ga zanimale že od majhnih nog. Doma so namreč imeli nad sto panjev, pred katerimi so se zbirali sosedje in se pogovarjali o čebelarjenju in kmetovanju.Ker je bil zelo nadarjen za slikarstvo, prav tako kot njegova dva brata (doma so si na skednju uredili atelje) so se vsi trije, kljub temu, da niso znali brati in pisati, odpravili na Dunaj, da bi se v bakrorezni šoli izučili risarske obrti. Brat Lovro je študij tudi končal in postal profesor na slikarski akademiji, Anton pa se je kljub svojemu talentu za slikanje odločil za čebelarjenje.1766 je vstopil v bakrorezno-risarsko šolo dunajske akademije, kjer je imel 360  gld. letne ustanove s prostim stanovanjem in kurjavo, ter si prislužil s   slikarstvom še letnih 200 gld. in več. 
Leta 1769 je cesarica Marija Terezija odredila ustanovitev šole za čebelarstvo. Za šolo odgovorno Spodnjeavstrijsko gospodarsko društvo je Antona Janšo predlagalo  za vodjo šole. V odloku cesarskega sodišča z dne 7. aprila 1770 je zapisano, da  se  "(...) slikar Janscha (...), ki ima posebno izkušnje v čebelarstvu," imenuje na mesto  kraljevsko&cesarskega učitelja čebelarstva. Novo ustanovljeno šolo so preselili v d Augarten na Dunaju in jo poimenovali Terezijanska čebelarska šola.
Čebelariti je začel  s  16 panji, imel pa jih je 1772 že 300 in dosegel, da so 1773 čebelarili po vsej dunajski okolici na njegov način.  Potoval je po ostalih avstrijskih deželah, kjer je predstavljal svoje odkritje povezano s prevažanjem čebel na ajdovo pašo.  načrt za ustanovitev čebelarskega društva se ni uresničil, pač pa je Marija  Terezija ustanovila še čebelarske šole v Dunajskem Novem mestu, na Moravskem in  Češkem, ter zaukazala 1775 vsem drž. čebelarskim učiteljem, da smejo čebelariti  le po Janševih načelih.
Zaslovel je s svojimi predavanji, na katerih se je kazalo njegovo zelo natančno poznavanje čebel. V nemškem jeziku je napisal dve pomembni knjigi: Razpravo o rojenju čebel (1771) in Popolni nauk o čebelarstvu. Slednja je izšla šele po njegovi smrti, leta 1775. Knjigo je kasneje prevedel in dopolnil Peter Pavel Glavar. Janša je v Popolnem nauku o čebelarstvu zapisal: »Čebele (od drugih bečele zavoljo bečanja ali njihovega šumenja in glasu tako imenovane) so vrsta muh, ustvarjene od Boga zato, da s svojo pridnostjo in neutrudnim delom previdijo in oskrbe človeka s potrebnim medom in voskom. Med vsemi od Boga ustvarjenimi stvarmi ali živalmi ni nobena za človeka tako pridna in koristna in manjše strežbe ali živeža ali stroškov potrebna stvar kakor čebela.« Ti deli sta še vedno zelo poučni, saj nauke iz njih čebelarji še dandanes upoštevajo. Cesarica Marija Terezija je po njegovi smrti izdala odlok, po katerem so morali vsi čebelarski učitelji učiti po njegovih knjigah.

Janša se je poleg poučevanja ukvarjal tudi s čebelami kot znanstvenik. Bil je prvi čebelar, ki je odkril odebeljene hitinske plošče v čebulici trotov, ki se med parjenjem z matico odlepijo od kože. Janša je lahko tudi dokazal, da matico v roju oplodi več trotov.  V svojih spisih je napisal prva navodila o vzreji matic in dal praktične nasvete o reji čebeljih kolonij. Raziskoval je nagon čebeljih družin, da rojijo, in ugotovil, da kot prvi zapusti panj tako imenovani pred-roj s staro matico. Izumil je tudi past za lovljenje pobeglih rojev. Poučeval je tudi, kako vzrejati matice in kako ozdraviti družine, ki rojevajo samo trote. V  taki družini ni več parjene matice - sterilna matica odlaga neoplojena jajčeca , iz katerih se rojevajo troti, namesto čebel delavk. To vodi na dolgo roko do izumrtja družine, saj ni mladih čebel delavk, ki bi družino lahko prehranile. Janša je v svojih opažanjih tudi ugotovil, da obstaja določen vrstni red razdeljevanja medu, cvetnega prahu in zalege na satnikih z zalego.
Kot čebelar je poznan po spremembi velikosti panjev in njihovi obliki, ki je omogočila skladanje panjev v blok. Ker je bil tudi izjemen slikar je panjske končnice, to so stranice nekdanjih čebeljih panjev ali kranjišč, tudi poslikaval s kranjskimi motivi. Na končnicah so oziroma prevladujejo predvsem poslikave, slikane z oljnimi barvami, ki prikazujejo človeške slabosti, posvetni motivi ter slike, ki smešijo določene poklice. V začetku 20. stoletja je  s spremembo načina čebelarjenja poslikovanje večinoma izginilo, vendar pa se je mnogo končnic ohranilo in so trenutno na ogled po različnih muzejih in zasebnih zbirkah. Slikanje na sprednje stranice panjev je posebno značilno za slovenski alpski prostor. Janša je ovrgel zmotno prepričanje, da so troti vodonosci, sklepal, da matico oplodijo v zraku in da je čebele koristno voziti na pašo. Iznašel je tudi matičnjak in populariziral Scopolijeva odkritja o čebelah.
Slovenski čebelarji so njegov čebelnjak ohranili, leta 1884 pa mu je čebelarsko in sadjerejsko društvo na njegovo rojstno hišo postavilo spominsko ploščo. Po njem nosi ime čebelarski muzej in  o. š. v Radovljici ter čebelarska plemenilna postaja na koncu doline Završnice. Janšev rojstni dan je bil izbran za svetovni dan čebel.

## Dela
- Anton Janša, Popolnoma podvučenje za vse čebelarje, prev.: Janez Goličnik, Celje 1792.
- Anton Janša, Razprava o rojenju čebel, prev.: Avgust Bukovec, Ljubljana, 1906.
- Anton Janša, Nauk o čebelarstvu, priredil Frančišek Rojina, Ljubljana, 1922.